# Jekatierina Swirina
Jekatierina Swirina, ros. Екатерина Свирина – rosyjska łyżwiarka figurowa, startująca w parach tanecznych. Mistrzyni (1993) i wicemistrzyni świata juniorów (1994) z Siergiejem Sachnowskim.

## Osiągnięcia

### Z Władimirem Leluchem
| Autumn Trophy    | 5 |
| Finlandia Trophy | 2 |
| Nebelhorn Trophy | 1 |

### Z Siergiejem Sachnowskim
| Zawody                                | 92–93          | 93–94          | 94–95          |                |                |                |                |                |                |                |                |                |                |                |                |                |                |
| Międzynarodowe                        | Międzynarodowe | Międzynarodowe | Międzynarodowe | Międzynarodowe | Międzynarodowe | Międzynarodowe | Międzynarodowe | Międzynarodowe | Międzynarodowe | Międzynarodowe | Międzynarodowe | Międzynarodowe | Międzynarodowe | Międzynarodowe | Międzynarodowe | Międzynarodowe | Międzynarodowe |
| ------------------------------------- | -------------- | -------------- | -------------- | -------------- | -------------- | -------------- | -------------- | -------------- | -------------- | -------------- | -------------- | -------------- | -------------- | -------------- | -------------- | -------------- | -------------- |
| Igrzyska dobrej woli                  |                |                | 3              |                |                |                |                |                |                |                |                |                |                |                |                |                |                |
| Międzynarodowe: Kategorie młodzieżowe |                |                |                |                |                |                |                |                |                |                |                |                |                |                |                |                |                |
| Mistrzostwa świata juniorów           | 1              | 2              |                |                |                |                |                |                |                |                |                |                |                |                |                |                |                |
| Olimpijski festiwal młodzieży Europy  | 2              |                |                |                |                |                |                |                |                |                |                |                |                |                |                |                |                |